# Hoàng Lê Kha
Hoàng Lê Kha  (1917-1960) là một nhà hoạt động cách mạng Việt Nam thời hiện đại. Sau luật 10-59 dưới thời Ngô Đình Diệm, ông bị kết án tử hình bằng cách chém đầu.
Có nguồn cho rằng ông là người Việt Nam cuối cùng bị hành quyết bằng máy chém, về sau chế độ Việt Nam Cộng hòa không còn sử dụng công cụ tử hình này nữa. Tuy nhiên, căn cứ theo các bài báo ở Sài Gòn trong thời kỳ đó thì sau vụ chém đầu ông Hoàng Lê Kha, tòa án Việt Nam Cộng hòa vẫn tiếp tục sử dụng máy chém ít nhất là đến giữa năm 1962.

## Tiểu sử
Ông sinh tháng 2 năm 1917 tại làng Trang Các, tổng Ngọ Xá (nay là thôn Trang Các, xã Hà Phong, huyện Hà Trung, tỉnh Thanh Hóa).
Thời thanh niên, ông lên Hà Nội vào học trường Trường Bách nghệ Hà Nội. Năm 1933, ông tham gia phong trào đấu tranh của sinh viên học sinh. Năm 1936, ông được kết nạp vào Đảng Cộng sản Đông Dương.
Sau khi tốt nghiệp, ông về làm việc tại Sở Đạc điền Hà Nội và tham gia các phong trào Hướng đạo sinh, truyền bá quốc ngữ và các hoạt động yêu nước trong phong trào Mặt trận Bình dân thời bấy giờ.
Năm 1938, Mặt trận Bình dân đổ. Chính quyền thực dân Pháp thực hiện các biện pháp cứng rắn đối với phong trào dân chủ ở Đông Dương. Năm 1939, Hoàng Lê Kha, cũng như nhiều đảng viên Cộng sản khác ở thời kỳ này phải rút vào hoạt động bí mật. Bí danh Nguyễn Văn Lòng của ông có lẽ ra đời trong thời gian này. Đến năm 1940, do cơ sở bị lộ, Hoàng Lê Kha phải chuyển vào Sài Gòn, tiếp tục hoạt động trong phong trào học sinh sinh viên yêu nước, tham gia xây dựng Đoàn Thanh niên Cứu quốc (một tổ chức của Việt Minh).
Năm 1945, Hoàng Lê Kha tham gia giành chính quyền tại Sài Gòn, rồi trở thành một trong những cán bộ chủ chốt của tỉnh Gia Định, phụ trách báo Thống Nhất của Tỉnh bộ Việt Minh tỉnh Gia Định. Sau đó, ông lần lượt giữ các chức vụ: 
-Năm 1947: Tỉnh đội trưởng tỉnh Gia Định.
-Năm 1948: Trưởng ty Thông tin tỉnh Gia Định.
-Năm 1949-1950: Trưởng ty Kinh tế-Canh nông tỉnh Gia Định.
-Năm 1951-1952: Bí thư Huyện ủy huyện Châu Thành (Tây Ninh), rồi làm Bí thư Huyện ủy huyện Dương Minh Châu (Gia Định) cho đến năm 1954.
Sau Hiệp định Genève, 1954, Hoàng Lê Kha được chỉ định làm Ủy viên thường vụ Tỉnh ủy Tây Ninh, trực tiếp phụ trách thị xã Tây Ninh và huyện Châu Thành (Tây Ninh) .
Tháng 3 năm 1959, khi ông chuẩn bị đi công tác thì bị lực lượng quân đội của chế độ Việt Nam Cộng hòa bắt tại nhà ông Hai Thương, sau đó bị đưa về giam ở khám Chí Hòa (Sài Gòn).
Ngày 2 tháng 10 năm 1959, Hoàng Lê Kha bị kết án tử hình tại tòa án quân sự đặc biệt. Vào lúc 5 giờ sáng ngày 12 tháng 3 năm 1960, Hoàng Lê Kha bị hành quyết bằng máy chém tại Tam Hạp (Trảng Lớn, Châu Thành, Tây Ninh). Khi ấy, ông đang ở tuổi 43.

## Ghi công
Năm 1962, Tỉnh ủy Tây Ninh đã lấy tên Liệt sĩ Hoàng Lê Kha đặt cho một ngôi trường và một xưởng in trong vùng Mặt trận Dân tộc Giải phóng miền Nam Việt Nam kiểm soát. Ngày 23 tháng 7 năm 1997, ông được Nhà nước Cộng hòa Xã hội Chủ nghĩa Việt Nam truy tặng danh hiệu Anh hùng lực lượng vũ trang.
Hiện nay, ở Tây Ninh có trường PTTH chuyên Hoàng Lê Kha, và ở quê hương ông (Hà Trung, Thanh Hóa) cũng có ngôi trường phổ thông trung học mang tên Hoàng Lê Kha (có một thời gian dài bị nhầm tên thành Hoàng Lệ Kha). Ở quận 6, Thành phố Hồ Chí Minh cũng có trường trung học cơ sở Hoàng Lê Kha và một con đường gần đó mang tên ông. Ngoài ra tên ông còn được đặt cho 1 số con đường Tại Tp Vũng Tàu, Tp Nha Trang....

## Sách tham khảo
- Nhiều người soạn (Nguyễn Ngọc Dũng chủ biên), Lịch sử địa phương tỉnh Tây Ninh. Nhà xuất bản Giáo dục, 2011. Đây là sách hiện đang sử dụng trong các trường Trung học cơ sở và Trung học phổ thông thuộc tỉnh Tây Ninh.
- Nguyễn Q. Thắng-Nguyễn Bá Thế, Từ điển nhân vật lịch sử Việt Nam, mục từ: "Hoàng Lê Kha" (tr. 243). Nhà xuất bản Khoa học xã hội, 1992.